# Нагасэ, Такаси
Такаси Нагасэ (永瀬 隆, Нагасэ Такаси, 20 февраля 1918 года- 21 июня 2011 года) — японский переводчик во время Второй мировой войны. Он родился в 1918 году в городе Курасики префектуры Окаяма в Японии, и учился английскому у американского методиста в Токийском колледже. Он был одним из офицеров, отвечавших за строительство «Дороги Смерти», которая проходила между Таиландом и Бирмой и включала знаменитый мост через реку Квай, и известен использованием принудительного труда союзных военнопленных, хотя большинство работ (и связанных с ними смертей) было выполнено ромусей или местными жителями, которых принуждали к труду.
Нагасэ стал известен общественности из документального фильма, снятого бывшим военнопленным Джоном Костом о реалиях жизни на Тайско-Бирманской железной дороге, который впервые был показан в Соединенном Королевстве на BBC2 15 марта 1969 года. Он повторно транслировался на ВВС1 4 августа 1969 года и вновь в День подарков 1974 года. Возвращение с реки Квай включало в себя интервью с Нагасэ и двумя другими японскими солдатами, которые работали с заключенными на железной дороге. Нагасэ выполнял функции переводчика для двух других солдат и опрашиваемого. Запись документального фильма и ответы Нагасэ на вопросы Коста об обращении с военнопленными и некоторыми японцами, обвиняемыми в военных преступлениях после войны (и некоторые ответы Нагасэ, которые не были включены в окончательный вариант документального фильма), можно найти в новом издании книги 2014 года Railroad of Death Джона Коста, первоначально опубликованной в 1946 году.
Нагасэ также известен примирением с бывшим офицером британской армии Эриком Ломаксом, которого он допрашивал и пытал в японском лагере военнопленных в 1942 году. Затем Ломакс продолжил обсуждение вопроса о своем примирении и возможной дружбе с Нагасэ в своей автобиографии Возмездие. В книге рассказывается об его опыте до, во время и после Второй мировой войны. Книга выиграла в 1996 году NCR Book Award и PEN/Ackerley Prize.
Нагасэ также написал книгу о своем собственном опыте во время и после войны, которую назвал Кресты и Тигры, и профинансировал буддийский храм на мосту, чтобы искупить свои действия во время войны.
После окончания Второй мировой войны Такаси Нагасэ стал буддийским священником и попытался искупить вину за обращение японской армии с военнопленными. Он совершил более 100 миссий по искуплению вины на реке Квай в Таиланде.
Нагасэ скончался в 2011 году.

## Телевидение и кино
Рэндалл Дук Ким сыграл роль Нагасэ в 1996 году в фильме BBC ТВ Prisoners in Time, основанном на истории Эрика Ломакса, которого играет Джон Херт. Ровена Купер играет его жену, Патти.
В фильме 2001 года Последняя война, основанном на автобиографии Эрнеста Гордона, Нагасэ сыграл Юго Сасо, а Сиаран Макменамин снимался в роли Гордона.
В фильме 2013 года Возмездие, основанном на автобиографии Ломакса, Хироюки Санада снимался в роли Нагасэ, Колин Ферт снимался в роли Эрика Ломакса, Николь Кидман сыграла роль Патти.